# Laguna Pias
La Laguna Pias es una laguna de origen glaciar ubicada en el departamento de La Libertad, en el Perú.

## Geografía

### Ubicación
La laguna está ubicada en la provincia de Pataz,   y a una altitud de 1850 m s. n. m. Forma parte de la cuenca hidrográfica del río Marañón, pues se ubica en los contrafuertes de su margen derecho. Su superficie la ubica como la de mayor extensión de la provincia de Pataz.

## Leyenda
En el valle del Río Huanchaybamba en cuyas márgenes de la parte izquierda se eleva el cerro de Huacrahuarco y a la derecha los cerros Cundurringa y Chagpachuccho. Estos forman un hermoso lugar donde existía un pueblo de idólatras, cuyos moradores disfrutaban de muchas riquezas que le permitía vivir en opulencia en continuos bacanales.
Cuentan que les bastaba acercarse al río y coger del fondo un poco de arena que luego se convertiría en oro macizo, veneraban a un becerro de oro y celebraban suntuosas fiestas. 
Dios enojado por tanta pretensión manda un castigo. Es así como una noche en que llovía torrentes y las gentes entregadas a una de sus acostumbradas orgías se oyó una voz celestial que llamaba con insistencia que abandonen el pueblo porque en esos instantes iban a desaparecer, pero nadie prestaba atención a esas advertencias divinas, solamente una pareja que no formaba parte en esas fiestas obedeció encaminándose a salvo.
Fue en ese instante en que llamáronse los cerros uno a otro CUNDURINGA, CHAGPACHUCCHO, HUACRAGUARCO luego las voces de: ¡Ya es hora, nos encontramos! Se desplomaron cerrando el cauce del río y de súbito las aguas se embalsaron sin dar tiempo que alguien pudiera salvarse, de esta manera quedó consumado todo lo que existe en ese lugar. Con el correr del tiempo fue formándose la hermosa laguna que actualmente es la más grande de la provincia de Pataz.

## Contaminación
La laguna sufre los problemas de contaminación a causa de los relaves mineros.[cita requerida]